# Florian Niederlechner
Florian Niederlechner (Ebersberg, 24 oktober 1990) is een Duits voetballer die doorgaans als aanvaller speelt. Hij verruilde SC Freiburg in augustus 2019 voor FC Augsburg.

## Clubcarrière
Niederlechner verruilde in 2011 FC Ismaning voor SpVgg Unterhaching. In januari 2013 tekende hij bij FC Heidenheim. Op 21 juli 2012 debuteerde hij voor zijn nieuwe club in de 3. Liga tegen SV Darmstadt 98. Op 9 februari 2013 maakte de spits zijn eerste doelpunt voor Heidenheim tegen SC Preußen Münster. In totaal maakte hij 27 treffers in 79 competitieduels voor Heidenheim. In juli 2015 verbond Niederlechner zich voor vier seizoenen aan FSV Mainz 05, dat 2,5 miljoen euro op tafel legde voor de aanvaller.

## Erelijst
SC Freiburg
- 2. Bundesliga

2015/16